# Rudolf Mendel

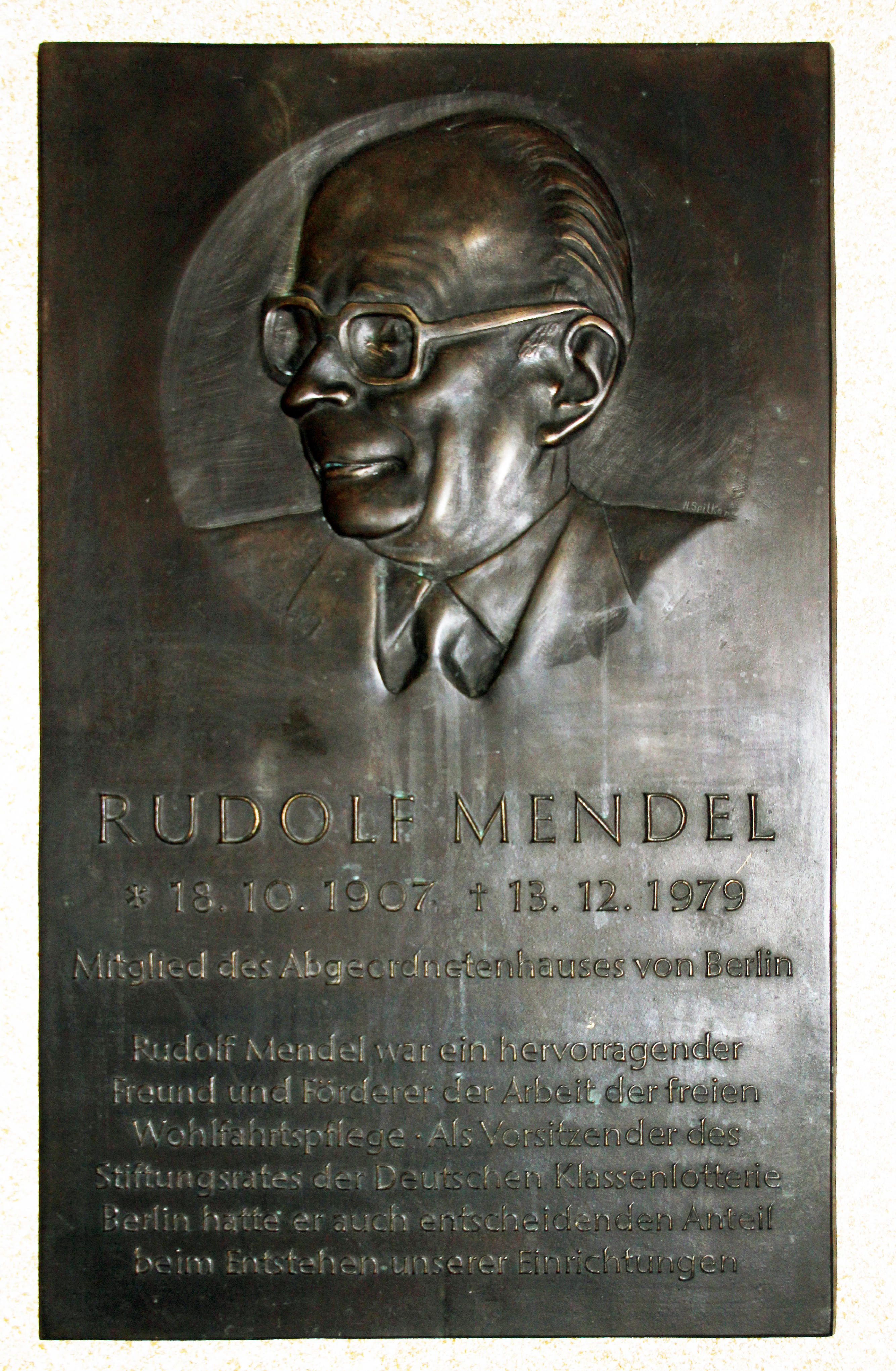
Gedenktafel von dem Bildhauer Heinz Spilker für Rudolf Mendel am St.-Michaels-Heim in Berlin-Grunewald

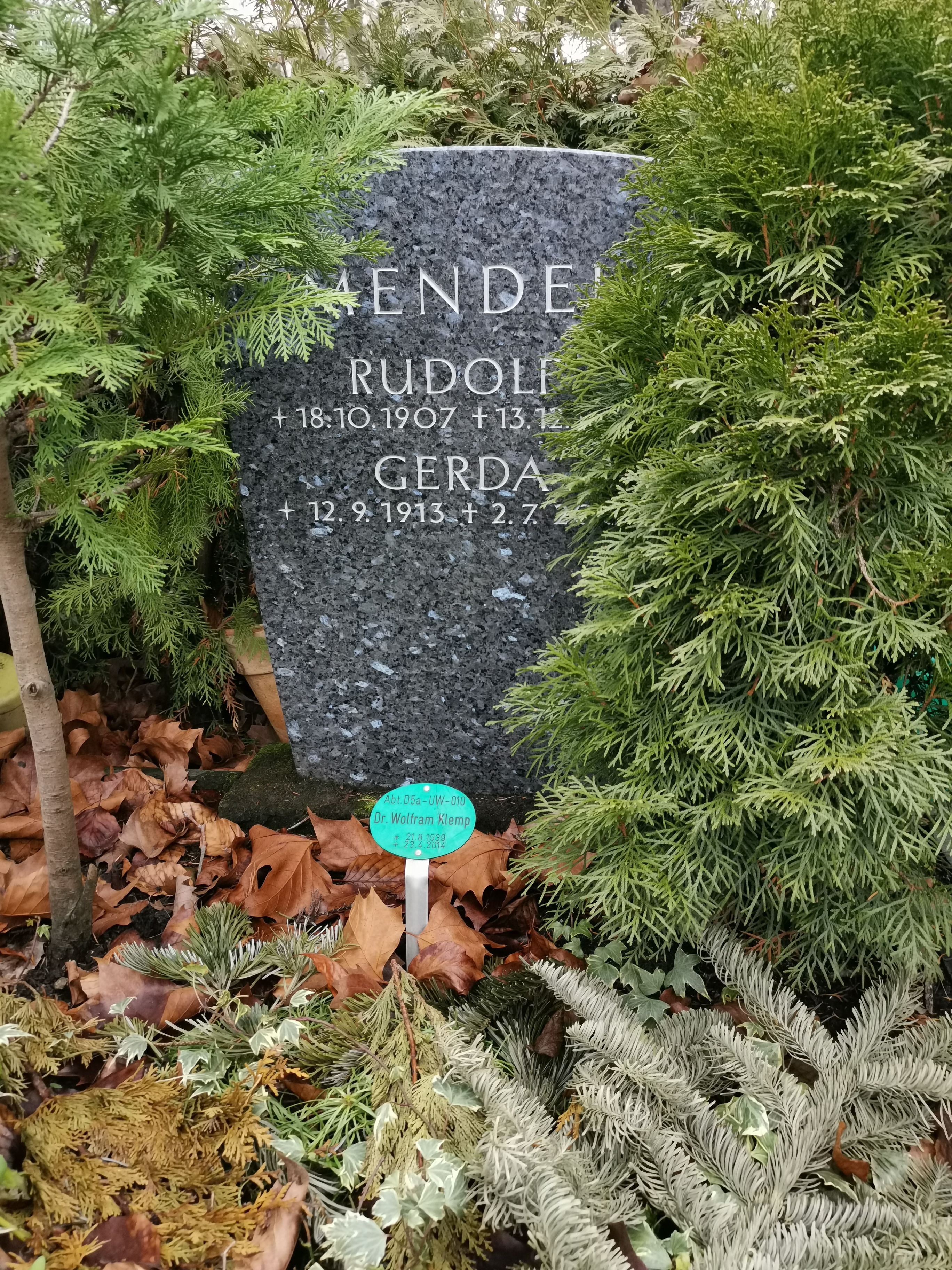
Grab auf dem Friedhof Berlin-Wilmersdorf, Abt. D 5a

Rudolf Mendel (* 18. Oktober 1907 in Berlin; † 13. Dezember 1979 ebenda) war ein deutscher Politiker (CDU).
Mendel besuchte das Mommsen-Gymnasium und machte eine kaufmännische Lehre bei der AEG. In der Zeit des Nationalsozialismus wurde er verfolgt und während des Krieges zur Zwangsarbeit dienstverpflichtet.
Bereits 1945 wurde Mendel Mitglied der CDU. Bei der Berliner Wahl 1950 wurde er in die Bezirksverordnetenversammlung des Bezirks Wilmersdorf gewählt. Im Februar 1955 rückte er in das Abgeordnetenhaus von Berlin nach, da Ottomar Batzel als Bezirksbürgermeister von Wilmersdorf gewählt wurde. Mendel war 24 Jahre im Parlament tätig, seit 1975 auch als Vorsitzender des Hauptausschusses.
Mendel wurde mehrfach geehrt, zum Beispiel 1977 mit dem Großen Bundesverdienstkreuz und 1979 mit der Ernst-Reuter-Plakette.